# Lepidiolamprologus boulengeri
Lepidiolamprologus boulengeri är en fiskart som först beskrevs av Steindachner, 1909.  Lepidiolamprologus boulengeri ingår i släktet Lepidiolamprologus och familjen Cichlidae. IUCN kategoriserar arten globalt som livskraftig. Inga underarter finns listade i Catalogue of Life.